# Farol do Cabo Canaveral
O Farol do Cabo Canaveral é um farol de alvenaria localizado no estado da Flórida, nos Estados Unidos. Foi criado em 1848 para alertar os navios dos perigosos bancos de areia que se encontram fora de sua costa. Ele está localizado no interior da Estação da Força Aérea de Cabo Canaveral e é gerido pela Space Wing 45 da Força Aérea dos EUA com a assistência do Cape Canaveral Lighthouse Foundation. É o único farol totalmente operacional que é de propriedade da Força Aérea dos Estados Unidos.
O atual torre do farol com 151 pés (46 m) foi erguida primeiro e acendeu em 1868. Em seguida, mudou mais para o interior entre 1893-1894. Ele foi originalmente equipado com uma primeira ordem de lente de Fresnel. Posteriormente foi automatizado em 1967 e depois se aposentou em 1993.

## Faroleiros Guardiões
Durante o período em que o farol não era automatizado, assim como muitos da época, foram utilizados trabalhadores conhecidos como faroleiros ou Faroleiros-Guardiões; esses mantinham o farol aceso para o seu pleno funcionamento.
Abaixo está uma lista dos faroleiros-guardiões que trabalharam no farol:
1. Nathaniel (ou John) Scobie - (1847-1853)
2. Mills Olcott Burnham - (1853-1886)
3. Jim Knight - (1886-?)
4. Clinton Honeywell - (?-1929)
5. Oscar Floyd Quarterman - (1929-?)